# Han Ji-won
Đây là một tên người Triều Tiên, họ là Han.
Han Ji-won (sinh ngày 9 tháng 4 năm 1994) là một cầu thủ bóng đá Hàn Quốc thi đấu cho Ansan Greeners.